# Lygosoma quadrupes
Espèce
Synonymes
- Anguis quadrupes Linnaeus, 1766
- Lacerta serpens Bloch, 1776
- Scincus brachypus Schneider, 1799
- Seps pentadactylus Daudin, 1802
- Lygosoma abdominalis Gray, 1839
- Lygosoma brachypoda Duméril & Bibron, 1839
- Eumeces chalcides Leidy, 1884

Lygosoma quadrupes est une espèce de sauriens de la famille des Scincidae.

## Répartition
Cette espèce se rencontre :
- au Viêt Nam ;
- en Thaïlande ;
- en Cambodge ;
- au Laos ;
- dans le Sud la République populaire de Chine ;
- à Hong Kong ;
- en Malaisie péninsulaire ;
- en Indonésie dans les îles de Sumatra, Java et de Sulawesi ;
- aux Philippines à Palawan et dans les îles Calamian.

## Description

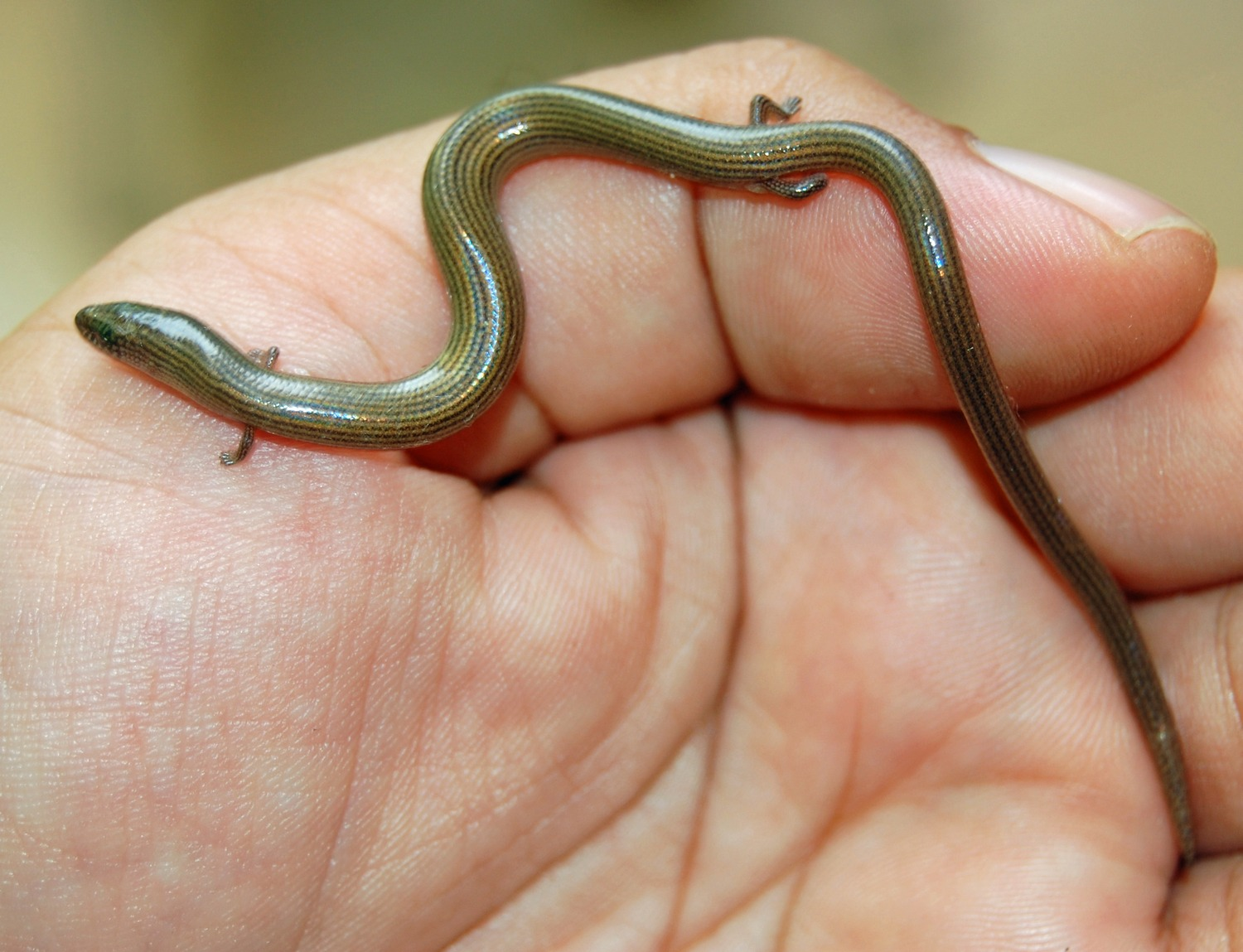

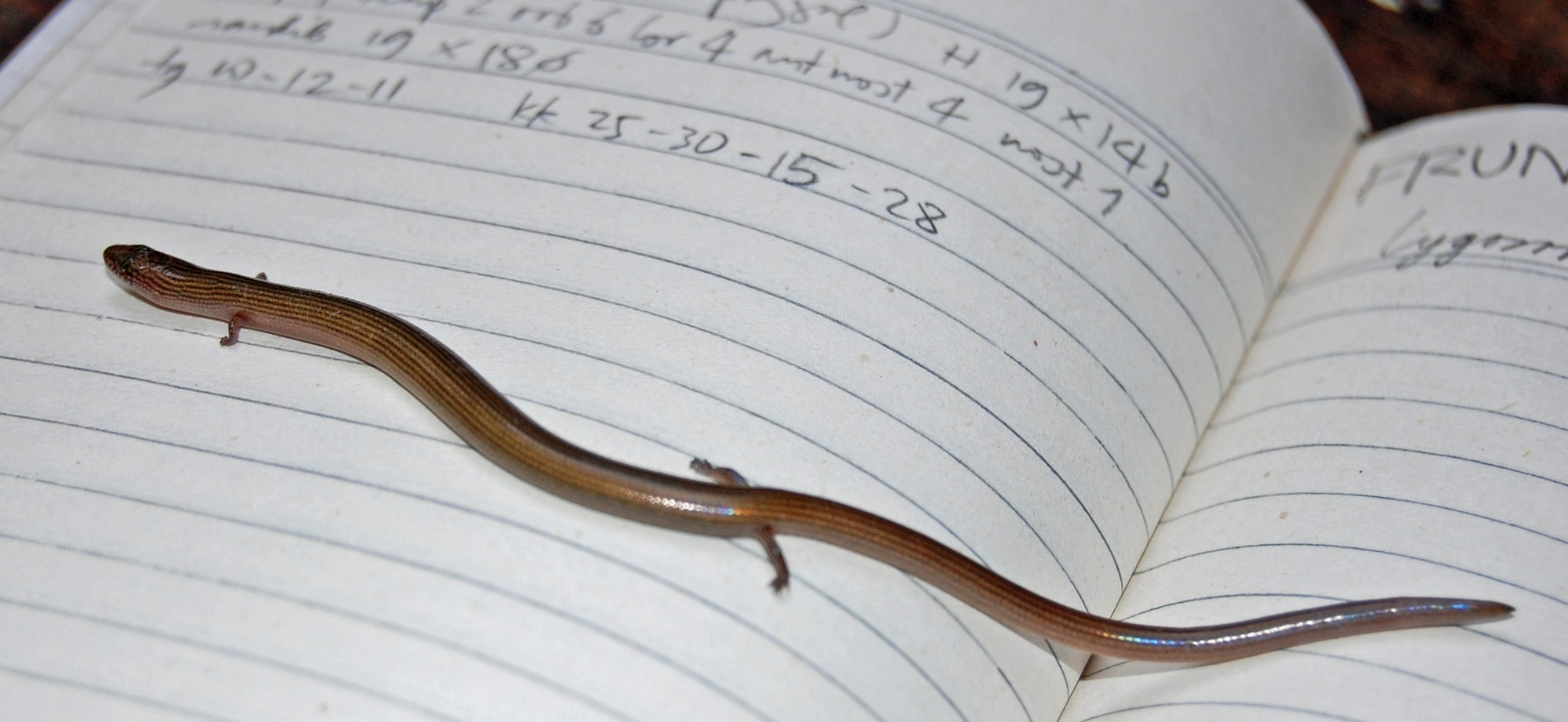

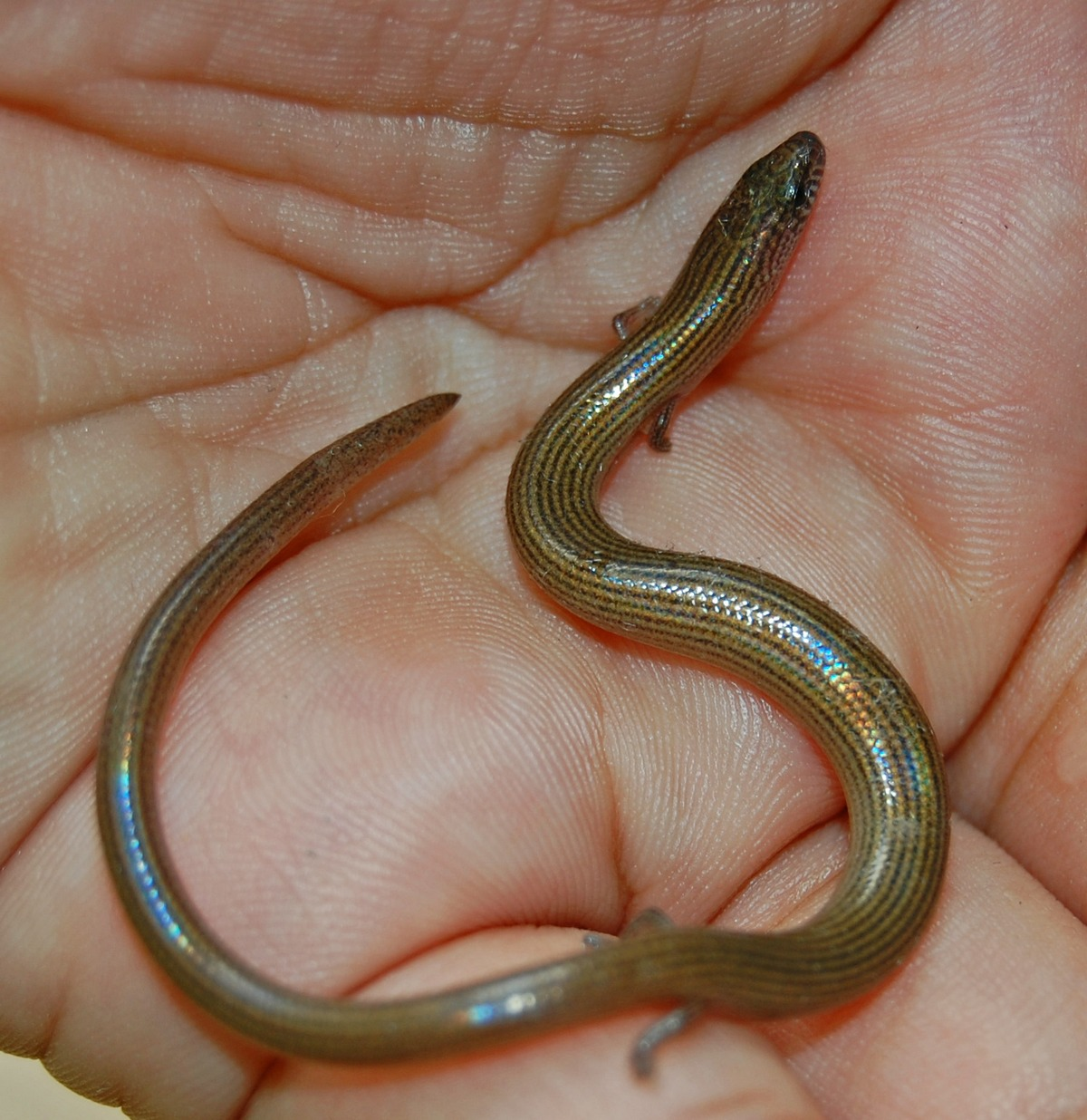

C'est un lézard très fin et allongé, aux pattes quasi atrophiées, lui donnant l'aspect d'un serpent.

## Publication originale
- Linnaeus, 1766 : Systema naturæ per regna tria naturæ, secundum classes, ordines, genera, species, cum characteribus, differentiis, synonymis, locis. Tomus I. Editio duodecima, reformata. Laurentii Salvii, Stockholm, Holmiae, p. 1-532.